# 敘利亞語

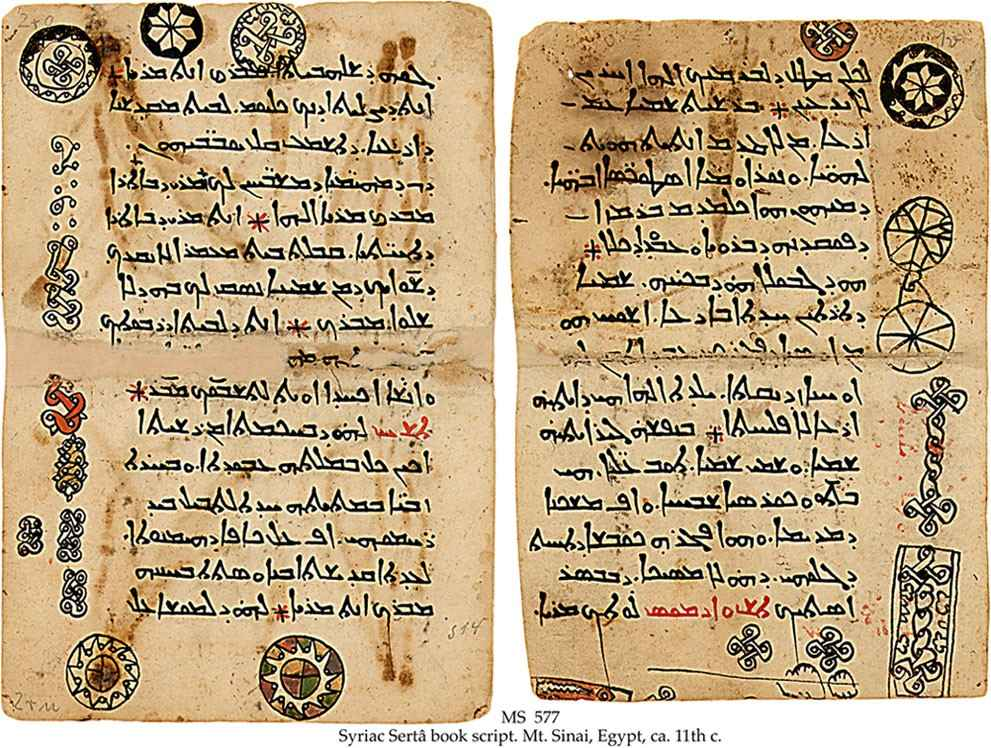
11世紀的敘利亞文手稿

敘利亞語（ܠܫܢܐ ܣܘܪܝܝܐ）是中古阿拉姆语（属閃米特語族）的一种方言，在新月沃土的大部分地方都有分布。古典叙利亚语成为4–8世纪中东地区的书面语言，古典叙利亚语文学的作品就是以它为载体。现在仍然是中东一些教派的礼拜语言。由阿拉姆字母所衍生的叙利亚字母书写。它也是敘利亞基督教聖禮的語言。

## 外部連結
- Syriacdictionary.net, Syriac Dictionary in four languages （页面存档备份，存于）
- Langues araméennes on wikisyr.com （页面存档备份，存于）
- Beth Mardutho – The Syriac Institute （页面存档备份，存于）